# Палає, палає, палає
«Палає, палає, палає» (англ. Burn Burn Burn) — британський комедійний фільм, знятий Чанією Баттон. Світова прем'єра стрічки відбулась 15 жовтня 2015 року на Лондонському міжнародному кінофестивалі. В український широкий прокат картина вийшла 24 листопада 2016 року. Фільм розповідає про Алекс і Сеф, які вирушають в подорож з метою розвіяти прах свого друга.

## У ролях
- Лаура Кармайкл — Сеф
- Хлоя Піррі — Алекс
- Джек Фартінг — Ден
- Джо Демпсі — Джеймс

## Визнання
| Нагороди та номінації фільму «Палає, палає, палає» | Нагороди та номінації фільму «Палає, палає, палає» | Нагороди та номінації фільму «Палає, палає, палає» | Нагороди та номінації фільму «Палає, палає, палає» | Нагороди та номінації фільму «Палає, палає, палає» | Нагороди та номінації фільму «Палає, палає, палає» |
| Рік                                                | Кінопремія / Кінофестиваль                         | Категорія / Нагорода                               | Номінант                                           | Результат                                          |                                                    |
| -------------------------------------------------- | -------------------------------------------------- | -------------------------------------------------- | -------------------------------------------------- | -------------------------------------------------- | -------------------------------------------------- |
| 2015                                               | Премія британського незалежного кіно               | Приз «Відкриття»                                   | «Палає, палає, палає»                              | Номінація                                          |                                                    |
| 2016                                               | Одеський міжнародний кінофестиваль                 | Гран-прі                                           | «Палає, палає, палає»                              | Перемога                                           |                                                    |